# Disulfoglucosamine-6-sulfatase
La disulfoglucosamine-6-sulfatase est une hydrolase qui catalyse la réaction :
2-N,6-O-disulfo-D-glucosamine + H2O  {\displaystyle \rightleftharpoons }  2-N-sulfo-D-glucosamine + sulfate.
Elle agit spécifiquement sur les liaisons ester sulfurique. Ses deux substrats sont le 2-N,6-O-disulfo-D-glucosamine et l'eau, tandis que ses deux produits sont le 2-N-sulfo-D-glucosamine et le sulfate.

## Nomenclature
Le nom approuvé de cette enzyme est 2-N,6-O-disulfo-D-glucosamine 6-sulfohydrolase, mais celle-ci est également dénommée N,6-O-disulfo-D-glucosamine 6-sulfohydrolase N-sulfoglucosamine-6-sulfatase et 6,N-disulfoglucosamine 6-O-sulfohydrolase.